# Arhiducesa Maria Theresa de Austria (1684–1696)

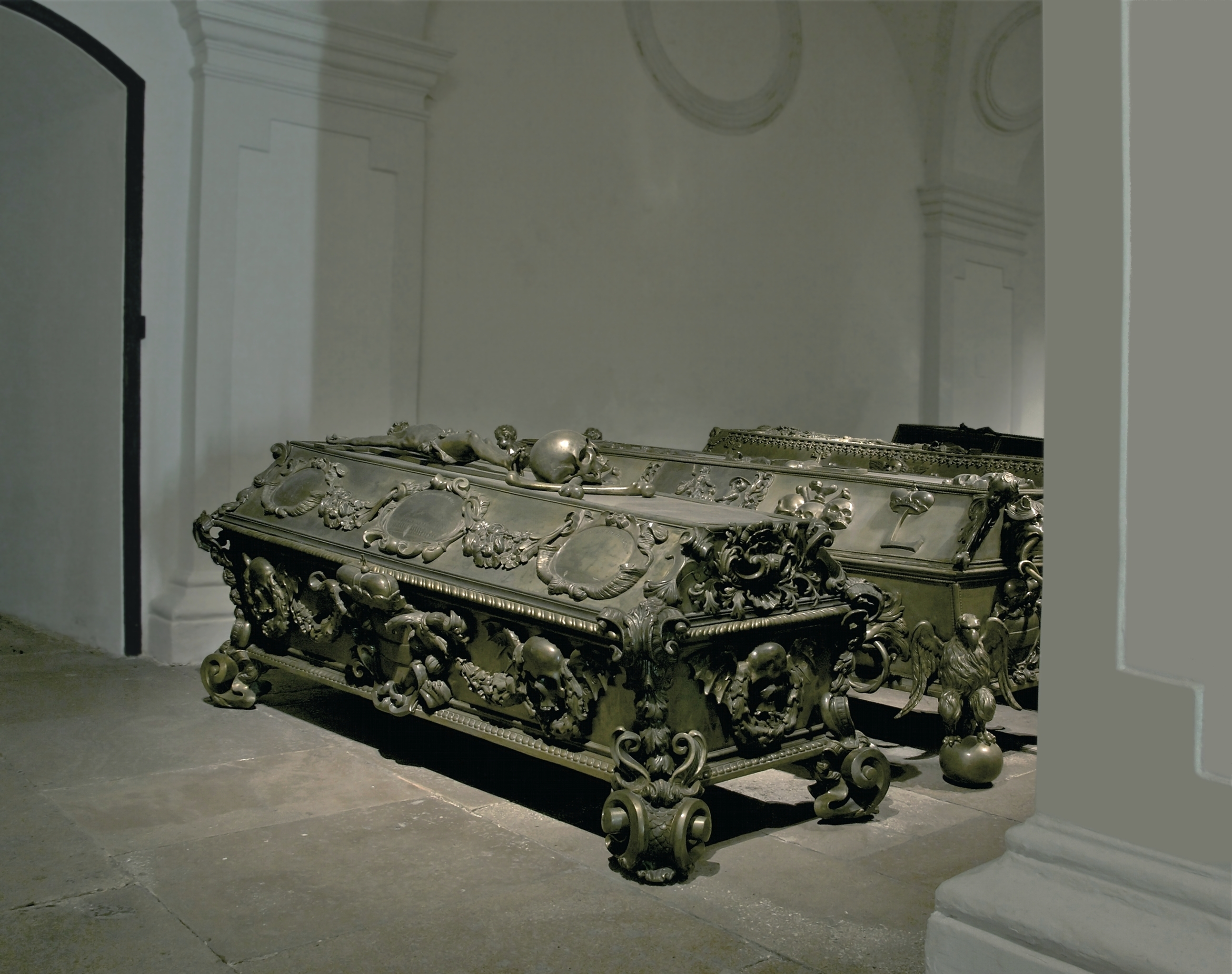
Sarcofagul ei de la cripta imperială din Viena, Austria

Maria Theresa de Austria (22 august 1684 – 28 septembrie 1696) a fost a doua fiică a împăratului Leopold I și a celei de-a treia soții, Eleonore-Magdalena de Neuburg.